# Стурзень
Стурзень (рум. Sturzeni) — село в Ришканському районі Молдови. Утворює окрему комуну.